# Samuel Barnett
Samuel Barnett (nascido em 25 de abril de 1980) é um ator inglês. Ele atuou no palco, no cinema, na televisão e no rádio, e obteve reconhecimento por seu trabalho no palco e nas versões cinematográficas de The History Boys por Alan Bennett. Suas apresentações de televisão incluem papéis na comédia da BBC Twenty Twelve e no drama da Showtime, Penny Dreadful. É mais conhecido por seu papel como Dirk Gently na serie de tv da BBC America Dirk Gently's Holistic Detective Agency, adaptação da serie de livros de Douglas Adams.

## Biografia
Barnett nasceu em Whitby, em North Yorkshire, Inglaterra. Ele começou a se apresentar em uma idade precoce antes de se mudar para Londres para estudar atuação na LAMDA. Barnett é uma das cinco crianças. O pai de Barnett é de descendência judeu polonesa, enquanto sua mãe é de fundo Quaker.

## Carreira
Barnett apareceu na produção original do Teatro de Londres, The History Boys, de Alan Bennett, bem como nas produções de Nova York, Sydney, Wellington e Hong Kong e versões de rádio da peça. Ele esteve envolvido em The History Boys desde sua primeira leitura.
Em 2009, ele viveu John Everett Millais na série da BBC Desperate Romantics e Joseph Severn no filme Bright Star.
Ele apareceu no Teatro Nacional em Women Beware Women por Thomas Middleton, que ocorreu de 20 de abril a 4 de julho de 2010. A partir de julho de 2012, apareceu em um elenco masculino como Rainha Elizabeth em Richard III de Shakespeare no Globe Theatre, em Londres ao lado de Mark Rylance no papel principal, também desempenhando o papel de Sebastian no Twelfth Night. A produção foi transferida para o Teatro Apollo em West End, que abriu 2 de novembro de 2012 e funcionou para uma audiencia limitada. Tanto Twelfth Night como Richard III transferiram-se para a Broadway em 2013 e apresentaram no Teatro Belasco até fevereiro de 2014. Nas produções da Broadway, Barnett retomou seu papel como Elizabeth Woodville em Richard III e assumiu o papel de Viola (anteriormente interpretado por Johnny Flynn em Londres) em Twelfth Night.

### Reconhecimento e prêmios
Barnett foi nomeado para Evening Standard Award como Iniciante Mais Promissor por seu papel em The Marriage of Figaro em 2002. Ele ganhou o Melhor Iniciante & Melhor Ator Coadjuvanete em uma peça no Whatsonstage.com Theatregoers Choice Awards por seu trabalho na produção original de The History Boys. Ele ganhou um Prêmio Drama Desk 2006 e foi nomeado para um Prêmio Tony de 2006 por seu trabalho na produção da Broadway.
Barnett foi nomeado para o Prêmio de Filme Independente Britânico de 2006 para o Iniciante Mais Promissor por seu trabalho na versão cinematográfica de The History Boys.
Em 2014, Barnett recebeu uma indicação para um Tony Award para Melhor Ator em uma Peça para o seu trabalho em Twelfth Night.

## Vida  Pessoal
Samuel esteve em um relacionamento com Adam Penford.

## Filmografia

### Cinema
| Ano  | Titulo                 | Papel             | Notas |
| ---- | ---------------------- | ----------------- | ----- |
| 2005 | Mrs Henderson Presents | Paul              |       |
| 2006 | The History Boys       | Posner            |       |
| 2009 | Bright Star            | Joseph Severn     |       |
| 2012 | Love Tomorrow          | Cal               |       |
| 2015 | Jupiter Ascending      | Advocate Bob      |       |
| 2015 | The Lady in the Van    | Out of work Actor |       |

### Televisão
| Ano       | Titulo                                    | Papel                               | Network     | Notas                                             |
| --------- | ----------------------------------------- | ----------------------------------- | ----------- | ------------------------------------------------- |
| 2001      | Coupling                                  | assistente do sex shop              | BBC         | Temporada 2, Episodio 2 "My Dinner in Hell"       |
| 2002      | The Inspector Lynley Mysteries            | Brian Byrne                         | BBC         | Temporada 1, Episodio 1 "Well-Schooled in Murder" |
| 2002-3    | Strange                                   | Doddington                          | BBC         |                                                   |
| 2003      | Doctors                                   | Charlie Ambrose                     | BBC         | Temporada 5, Episodio 153 "All an Illusion"       |
| 2003      | The Royal                                 | Joe Steeples                        | ITV         | Temporada 3, Episodio 5 "Poison"                  |
| 2006      | American Experience                       | Colega de classe de Philip Hamilton | PBS         | Temporada 19, Episodio 15 "Alexander Hamilton"    |
| 2007      | Wilfred Owen: A Remembrance Tale          | Wilfred Owen                        | BBC         |                                                   |
| 2007      | John Adams                                | Thomas Boylston Adams               | HBO         |                                                   |
| 2008      | Beautiful People                          | Adulto Simon Doonan / Narrador      | BBC         |                                                   |
| 2008      | Crooked House                             | Billy                               | BBC         |                                                   |
| 2009      | Desperate Romantics                       | John Millais                        | BBC         |                                                   |
| 2009      | Beautiful People: Series 2                | Adulto Simon Doonan / narrador      | BBC         |                                                   |
| 2009      | Agatha Christie's Marple                  | Sergeant Tiddler                    | ITV         | The Mirror Crack'd from Side to Side              |
| 2011      | Two Pints of Lager and a Packet of Crisps | Leonard                             | BBC         |                                                   |
| 2011      | Shakespeare in Italy                      | Romeo Montague                      | BBC         |                                                   |
| 2012      | Twenty Twelve                             | Danny                               | BBC         |                                                   |
| 2015      | Vicious                                   | Young Stuart                        | ITV         |                                                   |
| 2015      | Not Safe for Work                         | Nathanial                           | Channel 4   |                                                   |
| 2016      | Endeavour                                 | Anthony Donn                        | ITV         |                                                   |
| 2016      | Penny Dreadful                            | Renfield                            | Showtime    |                                                   |
| 2016-2017 | Dirk Gently's Holistic Detective Agency   | Dirk Gently                         | BBC America |                                                   |

## Teatro
| Ano     | Titulo                                | Papel               | Teatro |
| ------- | ------------------------------------- | ------------------- | --- |
| 2002    | The Accrington Pals                   | Reggie              | Minerva Theatre, Chichester |
| 2002    | The Marriage of Figaro                | Cherubino           | Royal Exchange Theatre, Manchester |
| 2003-4  | His Dark Materials                    | Pantalaimon         | Olivier Theatre, Royal National Theatre, South Bank |
| 2004-6  | The History Boys                      | Posner              | Lyttelton Theatre, Royal National Theatre, South Bank (2004–5) Lyric Theatre, The Hong Kong Academy for Performing Arts (2006) St. James Theatre, Wellington (2006) Sydney Theatre, Sydney (2006) Broadhurst Theatre, Broadway (2006) |
| 2005    | When You Cure Me                      | Peter               | Bush Theatre, London |
| 2007-08 | Dealer's Choice                       | Carl                | Menier Chocolate Factory and Trafalgar Studios, London |
| 2010    | The Whisky Taster                     | Barney              | Bush Theatre, London |
| 2010    | The Man                               | Man                 | Finborough Theatre, London |
| 2010    | Women Beware Women                    | Leantio             | Olivier Theatre, Royal National Theatre, South Bank |
| 2011    | Rosencrantz and Guildenstern are Dead | Rosencrantz         | Chichester Festival Theatre and Theatre Royal Haymarket |
| 2011    | 66 Books                              | St. Paul            | Bush Theatre, London |
| 2012    | The Way of the World                  | Witwoud             | Crucible Theatre, Sheffield |
| 2012    | Richard III                           | Elizabeth Woodville | Shakespeare's Globe and Apollo Theatre, London |
| 2012    | Twelfth Night                         | Sebastian           | Shakespeare's Globe and Apollo Theatre, London |
| 2013-14 | Richard III                           | Elizabeth Woodville | Belasco Theatre, Broadway |
| 2013-14 | Twelfth Night                         | Viola               | Belasco Theatre, Broadway |
| 2015    | The Beaux' Stratagem                  | Aimwell             | Olivier Theatre, Royal National Theatre, South Bank |

## Audio

### Radio
| Ano  | Titulo                                  | Papel                          | Estação            | Notas |
| ---- | --------------------------------------- | ------------------------------ | ------------------ | ----- |
| 2004 | Fighting for Words                      | Thomas Moynihan                | BBC Radio 4        |       |
| 2005 | The History Boys                        | Posner                         | BBC Radio 3        |       |
| 2005 | When You Cure Me                        | Peter                          | BBC Radio 3        |       |
| 2007 | Down and Out in Paris and London        | George Orwell                  | BBC Radio 4        |       |
| 2008 | The Babington Plot                      | Thomas Salisbury               | BBC Radio 4        |       |
| 2009 | The Quest                               | Mordred                        | BBC Radio 4        |       |
| 2009 | Joan of Arc, and How She Became a Saint | Dauphin of France              | BBC Radio 4        |       |
| 2009 | Turing's Test                           | Alan Turing                    | Made In Manchester |       |
| 2010 | Spitfire                                | Tony                           | BBC Radio 4        |       |
| 2010 | Translations                            | Yolland                        | BBC Radio 4        |       |
| 2010 | I, Claudius                             | Caligula                       | BBC Radio 4        |       |
| 2010 | A Tiny Bit Marvellous                   | Oscar                          | BBC Radio 4        |       |
| 2011 | Wuthering Heights                       | Edgar Linton/Linton Heathcliff | BBC Radio 3        |       |
| 2011 | My Week With Marilyn                    | Colin Clark (narrator)         | BBC Radio 4        |       |
| 2012 | Dickens' London                         | Charles Dickens                | BBC Radio 4        |       |
| 2012 | The Voysey Inheritance                  | Edward Voysey                  | BBC Radio 3        |       |
| 2013 | Tosca's Kiss                            | Rospo                          | BBC Radio 3        |       |
| 2013 | Jill                                    | John Kemp                      | BBC Radio 4        |       |
| 2013 | Denmark Hill                            | Charles                        | BBC Radio 4        |       |
| 2013 | Sometimes into the Arms of God          | Cecil Beaton                   | BBC Radio 4        |       |

### Audio drama
| Ano  | Titulo                                                     | Papel          | Notas      |
| ---- | ---------------------------------------------------------- | -------------- | ---------- |
| 2009 | The Beast of Orlok (Doctor Who: The 8th Doctor Adventures) | Hans           | Big Finish |
| 2016 | Torchwood: "Ghost Mission"                                 | Norton Folgate | Big Finish |
| 2016 | Torchwood: "The Torchwood Archive"                         | Norton Folgate | Big Finish |
| 2016 | Torchwood: "Outbreak"                                      | Norton Folgate | Big Finish |